# Telford United
Telford United (offiziell: Telford United Football Club) war ein englischer Fußballverein aus der im Westen Englands gelegenen Stadt Telford, Shropshire. Der 1872 unter dem Namen Parish Church Institute gegründete Verein, der zwischen 1879 und 1969 als Wellington Town antrat, gewann dreimal den walisischen Pokalwettbewerb und dreimal die FA Trophy. Nach 25 Jahren in der Conference National, der fünfthöchsten englischen Spielklasse, musste der Verein sich 2004 aus finanziellen Gründen vom Spielbetrieb zurückziehen. Von Vereinsanhängern wurde der AFC Telford United als Nachfolgeverein gegründet.